# هاري إل. كون
هاري إل. كون (بالإنجليزية: Harry L. Conn)‏ هو محامي وقاضي أمريكي، ولد في 28 أبريل 1867 في فان ويرت في الولايات المتحدة، وتوفي بنفس المكان في 4 يونيو 1939.